# Аки (броненосец)
«Аки» (яп. 安芸, англ. Aki) — японский броненосец. Во многих англоязычных источниках классифицирован как semi-dreadnought («полудредноут»), чтобы подчеркнуть, что корабль в некотором смысле является промежуточной стадией между броненосцами и настоящими дредноутами (линкорами). Корабль построен на верфи Курэ, спущен на воду в 1907 году, введен в строй в 1911 году. Назван в честь провинции Аки (часть территории современной префектуры Хиросима).

## Проектирование
«Аки» был задуман как однотипный корабль броненосца «Сацума». Первоначально предполагалось на них установить, по примеру английских кораблей типа «Лорд Нельсон», орудия калибров 305 и 254 мм, одновременно обсуждали предложение об установке вместо двенадцати 254-мм орудий шести 305-мм, а также решали, какой калибр предпочтительнее: средний 152 или противоминный 120 мм. В итоге оказалось, что у японских кораблестроителей восторжествовал осторожный компромисс: разнокалиберный вариант с 305- и 254-мм орудиями для обоих кораблей и 120-мм противоминной артиллерией для «Садзума», и средний калибр 152-мм для «Аки». Схему с единым главным калибром после долгого обсуждения тогда признали непрактичной.

## Строительство
Во время русско-японской войны приоритет был отдан скорейшей постройке броненосных крейсеров, так что строительство «Аки» было отложено до спуска на воду «Цукубы».
Новый базовый проект по которому строился «Аки» получил обозначение А-14.
Основное же изменение было в силовой установке. Вместо запланированной паровой машины тройного расширения, на «Аки» решили установить паровую турбину и 15 паровых котлов «Miyabara» (тонкотрубные 3-х коллекторные котлы с плоскими водяными коллекторами. Были разработаны на базе котла Yarrow). Это привело к очередным задержкам (турбины «Curtis» пришлось заказать в США) и изменило внешний облик корабля (появилась третья труба, длина корабля увеличилась на несколько метров) но в результате, «Аки» стал на два узла быстрее «Сацумы».

## Служба
В годы Первой мировой войны «Аки» не участвовал в активных боевых действиях.
По условиям Вашингтонского морского соглашения 1922 года «Аки» был переоборудован в корабль-мишень. В сентябре 1924 года корабль был потоплен во ходе испытаний нового типа (No.5) бронебойных снарядов.
Две орудийные башни, снятые с броненосца «Аки», в каждой из которых было два 254-мм орудия, были установлены на острове Дзёгасима в качестве береговой батареи для охраны входа в Токийский залив.